# Apallates fur
Apallates fur är en tvåvingeart som först beskrevs av Samuel Wendell Williston  1896.  Apallates fur ingår i släktet Apallates och familjen fritflugor. Inga underarter finns listade i Catalogue of Life.